# Doctor Strange (soundtrack)
Doctor Strange (Original Motion Picture Soundtrack) is de originele soundtrack voor de Marvel Studios-film Doctor Strange, gecomponeerd door Michael Giacchino. Het album werd digitaal uitgebracht op 21 oktober 2016 en in fysieke vorm op 18 november 2016 door Hollywood Records.
De partituur werd opgenomen in de Abbey Road Studios met extra partituur opgenomen in de Miraval Studios in Correns. Tijdens de opnamesessie hoorde Paul McCartney dat een van Giacchino's tracks werd opgenomen, die hij vergeleek met The Beatles-nummer "I Am the Walrus".

## Tracklijst
Alle muziek is geschreven door Michael Giacchino.

| Nr. | Titel                                | Duur |
| --- | ------------------------------------ | ---- |
| 1.  | Ancient Sorcerer's Secret            | 2:37 |
| 2.  | The Hands Dealt                      | 2:56 |
| 3.  | A Long Strange Trip                  | 2:28 |
| 4.  | The Eyes Have It                     | 1:23 |
| 5.  | Mystery Training                     | 1:53 |
| 6.  | Reading Is Fundamental               | 1:39 |
| 7.  | Inside the Mirror Dimension          | 4:04 |
| 8.  | The True Purpose of the Sorcerer     | 2:09 |
| 9.  | Sanctimonious Sanctum Sacking        | 7:27 |
| 10. | Astral Doom                          | 3:41 |
| 11. | Post Op Paracosm                     | 1:15 |
| 12. | Hippocratic Hypocrite                | 1:34 |
| 13. | Smote and Mirrors                    | 6:29 |
| 14. | Ancient History                      | 4:08 |
| 15. | Hong Kong Kablooey                   | 3:35 |
| 16. | Astral World's Worst Killer          | 6:17 |
| 17. | Strange Days Ahead                   | 5:59 |
| 18. | Go for Baroque                       | 2:55 |
| 19. | The Master of the Mystic End Credits | 3:50 |